# سرجیو بارتو
سرجیو بارتو (انگلیسی: Sergio Barreto؛ زادهٔ ۲۰ آوریل ۱۹۹۹) بازیکن فوتبال اهل آرژانتین است.
از باشگاه‌هایی که در آن بازی کرده‌است می‌توان به باشگاه اتلتیکو ایندپندینته اشاره کرد.